# 우메이 다이키
우메이 다이키(일본어: 梅井 大輝, 1989년 10월 5일 ~ )는 일본의 축구 선수이다.

## 구단 경력
그는 2008년부터 2021년까지 J리그의 요코하마 F. 마리노스, 더스파 구사쓰, 후쿠시마 유나이티드 FC, SC 사가미하라에서 활동하였다.